# Mocambinho (Teresina)
O Conjunto Habitacional José Francisco de Almeida Neto mais conhecido como Mocambinho, fundado oficialmente no ano de 1982, foi construído em uma área que pertencia a uma antiga fazenda, de mesmo nome. Localizado na zona norte da cidade de Teresina, capital do Piauí. 
O conjunto é o terceiro bairro mais populoso de Teresina, o maior da Zona Norte, segundo o censo de 2010, com 28.385 moradores.

## História
Advindos de uma política nacional de habitação, geridos pela Banco Nacional da Habitação onde os novos bairros foram construídos distante do centro da cidade, um movimento de separação das classes sociais e funções no espaço urbano que os estudiosos da cidade chamam de Segregação Espacial. A construção do bairro se deu em três etapas: a primeira no ano de 1982, com a oferta de 3.031 residências, a segunda no ano de 1984 com 976 casas, e a última etapa no ano de 1986, com 1.132 residências. Esta divisão em etapas existe até hoje: Mocambinho I, II e III.  
Os primeiros moradores descrevem a paisagem inicial do bairro, como um aglomerado desértico de casinhas brancas, pois existia um padrão das habitações por serem moradias populares de baixo custo e com a facilidade de pagamento. Inicialmente era bastante isolado e com péssimas condições de trafegabilidade do restante da cidade e, tendo seu principal trecho de acesso à avenida Duque de Caxias, sem a adequada construção e pavimentação das ruas.
O abastecimento de água e energia elétrica mostrou-se bem deficiente nos primeiros meses, ambos fornecidos pelas estatais Águas e Esgotos do Piauí e Cepisa,respectivamente. A estrutura das ruas – muito estreitas e em ziguezague – dificultava ainda mais a situação dos moradores. Em relação à circulação dos ônibus por dentro do conjunto e a coleta seletiva de lixo, o formato em “ziguezague”, segundo a intenção da Cohab na época, existia para evitar acidentes.

## Infraestrutura

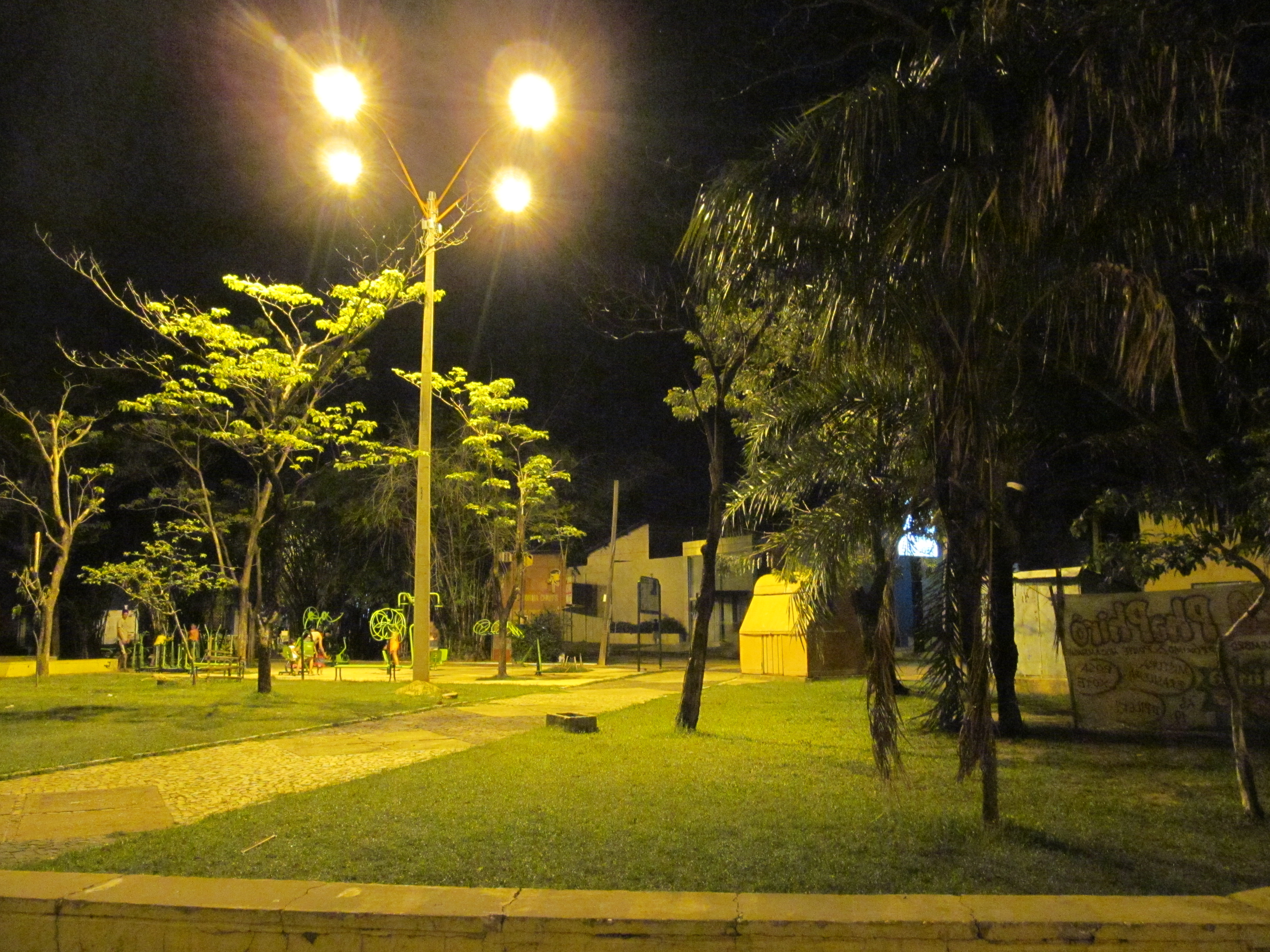
Praça da Telemar

O bairro possui dois grandes espaços verdes: o mais antigo e importante Jardim Botânico de Teresina compreende uma área de 36 hectares, referência na pesquisa e cultivo de plantas medicinais, e o mais recente, inaugurado em 2019, Parque do Mocambinho  construído com estrutura de esporte e lazer ao redor da maior lagoa urbana de Teresina, incluindo sua devida requalificação ambiental, parque esse espaço que é responsável por incentivar vários jovens a fazer esportes e terem rotinas mais saudáveis, bem como terem um espaço agradável para sair juntos. 

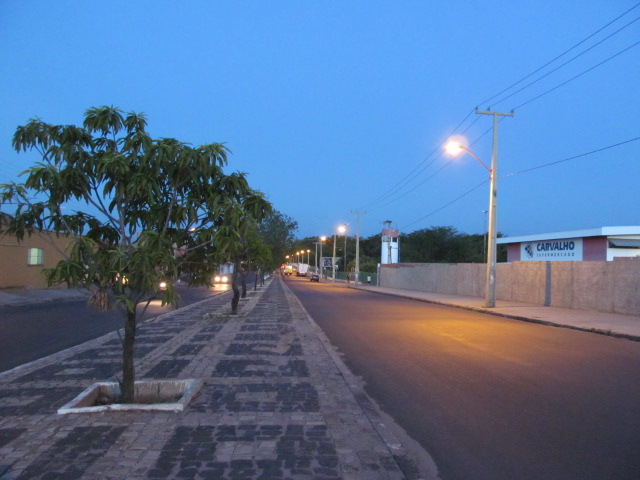
Avenida Prefeito Freitas Neto

Na mobilidade o Mocambinho conta com a Ponte Leonel Brizola que o liga à zona leste de Teresina, a primeira ponte do Brasil a usar iluminação LED abastecida com energia solar.